# Notiothemis jonesi
Notiothemis jonesi é uma espécie de libelinha da família Libellulidae. 
Pode ser encontrada nos seguintes países: República Democrática do Congo, Quénia, Malawi, Moçambique, África do Sul, Tanzânia, Uganda, Zâmbia, Zimbabwe e possivelmente em Burundi.
Os seus habitats naturais são: florestas secas tropicais ou subtropicais, florestas subtropicais ou tropicais húmidas de baixa altitude e rios. 